# Intrastat
Het Intrastat-systeem is een systeem dat wordt gebruikt om aan Eurostat statistische gegevens te verstrekken betreffende het goederenverkeer tussen de lidstaten van de Europese Unie. 

## Relevante communautaire regelgeving
De communautaire regelgeving betreffende het intrastat-systeem is per 1 januari 2005 neergelegd in de navolgende Verordeningen:
1. de Verordening (EG) nr. 638/2004 van het Europees Parlement en de Raad van 31 maart 2004 betreffende de communautaire statistieken van het goederenverkeer tussen de lidstaten. Basisverordening Intrastat
2. Verordening (EG) nr. 1982/2004 van de Commissie van 18 november 2004 tot uitvoering van Verordening (EG) nr. 638/2004 van het Europees Parlement en de Raad betreffende de communautaire statistieken van het goederenverkeer tussen de lidstaten en tot intrekking van de Verordeningen (EG) nr. 1901/2000 en (EEG) nr. 3590/92 (Publicatieblad EG van 19 november 2004, nr. L 343, blz. 0003 - 0019).Uitvoeringsverordening Intrastat

## Doelstelling
Het Intrastat-systeem wordt sinds 1 januari 1993 (d.i. het tijdstip van totstandkoming van de Europese interne markt) door de EU gebruikt. De informatie die door het Intrastat-systeem wordt geleverd, wordt gebruikt voor de ontwikkeling van het beleid van de EU op het gebied van de interne markt in het algemeen, alsook voor het analyseren van specifieke markten.
Voor 1993 werden de intrastat-gegevens verzameld door de douane. In die tijd werden alle goederen geïmporteerd of geëxporteerd, maar door de interne markt sinds 1993 krijgt de douane deze gegevens niet meer, en zijn de bedrijven die import en export bedrijven verplicht deze gegevens te rapporteren.

## Uitvoeringsorgaan
Het zijn de nationale (belasting)autoriteiten die voor de verzameling van de gegevens dienen zorg te dragen. Vanzelfsprekend worden deze gegevens door de ondernemingen aangeleverd. Veelal gebeurt dat automatisch. Informatiedrager van de statistische gegevens zijn alsdan de btw-aangifte of douaneaangifte.

## Te verstrekken statistische gegevens
Gegevens die door de nationale autoriteiten onder meer moeten worden verzameld, zijn:
- het identificatienummer dat aan de informatieplichtige is toegekend (veelal het btw-identificatienummer);
- de referentieperiode (veelal een maand, de aangifteperiode voor de btw);
- de aard van de beweging (aankomst, verzending);
- de goederen (door middel van de zogenaamde 8-cijferige intrastatcode (ook wel: GN-code));
- de waarde van de goederen (veelal de maatstaf van heffing voor de btw);
- de hoeveelheid goederen (veelal uitgedrukt in nettomassa, dat wil zeggen het gewicht met uitzondering van verpakkingsmateriaal);
- de partnerlidstaat (bij aankomst de lidstaat van herkomst, bij verzending de lidstaat van bestemming);
- de aard van de transactie (bijvoorbeeld aankoop, verkoop, passieve veredeling, actieve veredeling).
- land van oorsprong (waar het product gemaakt is).